# Емден
 Тази статия е за града в Германия.  За корабите вижте Емден (кораб).  
Емден (на немски: Emden) е град в Източна Фризия, провинция Долна Саксония на Германия. Разположен е на устието на река Емс в т. нар. Емсланд, до залива Доларт. Градът е известен като „Морската врата на Рур“. При население едва 51 693 жители към 31 декември 2005 г., той е най-малкият град без област (kreisfreie Städt) в Германия.